# Базальные ядра
База́льные я́дра (также база́льные га́нглии, лат. nuclei basales) — несколько скоплений серого вещества, расположенных в белом веществе латеральнее таламуса на уровне основания полушарий конечного мозга. Базальные ядра входят в состав переднего мозга, расположенного на границе между лобными долями и над стволом мозга. Традиционно в состав базальных ядер включались полосатое тело (лат. corpus striatum), в свою очередь состоящее из хвостатого ядра (лат. nucleus caudatus), скорлупы (лат. putamen) и бледного шара (лат. globus pallidus), а также ограда (лат. claustrum) и миндалевидное тело (лат. corpus amygdaloideum). Бледный шар и скорлупа вместе называются чечевицеобразным ядром (лат. nucleus lentiformis). Белое вещество между таламусом и чечевицеобразным ядром называется внутренней капсулой (лат. capsula interna), между чечевицеобразным ядром и оградой — наружной капсулой (лат. capsula externa) и между оградой и островком — крайней капсулой (лат. capsula extrema). Эта классификация основана на топографии анатомического среза мозга, однако в последнее время она всё чаще заменяется функциональной, где под термином «базальные ядра» понимают полосатое тело и несколько ядер промежуточного и среднего мозга (субталамическое ядро (лат. nucleus subtalamicus), чёрная субстанция (лат. substantia nigra) и ножкомостовое ядро покрышки (лат. nucleus tegmentalis peduncolopontinus)), которые совместно обеспечивают функциональную регуляцию движений и мотивационных аспектов поведения. Функции ограды остаются недостаточно изученными, а структуры миндалевидного тела относят к лимбической системе.

## Анатомия
Все базальные ядра функционально объединены в две системы. Первая группа ядер представляют стриопаллидарную систему. К ним относятся хвостатое ядро, скорлупа и бледный шар. Скорлупа и хвостатое ядро имеют слоистую структуру и поэтому объединяются под названием «стриатум». Бледный шар светлее стриатума и не имеет слоистой структуры. Скорлупа и бледный шар объединены в чечевицеобразное ядро. Скорлупа образует наружный слой чечевицеобразного ядра, а бледный шар — внутренние его части. Бледный шар, в свою очередь, состоит из наружного и внутреннего чехликов. Ограда и миндалевидное тело входят в лимбическую систему мозга.

### Чёрная субстанция
Substantia nigra, или Locus niger — составная часть экстрапирамидной системы, находящаяся в области четверохолмия среднего мозга. Играет важную роль в регуляции моторной функции, тонуса мышц, осуществлении статокинетической функции участием во многих вегетативных функциях: дыхания, сердечной деятельности, тонуса кровеносных сосудов.
Несмотря на то, что чёрная субстанция представляет собой непрерывную полосу в срезах среднего мозга, анатомические исследования показали, что на самом деле она состоит из двух частей с очень различными связями и функциями: pars compacta и pars reticulata. Pars compacta служит в основном в качестве приёмника — в цепи базальных ганглиев, поставляя дофамин полосатому телу. Pars reticulata служит в основном в качестве трансмиттера, передавая сигналы от базальных ганглиев к другим многочисленным структурам мозга.

### Хвостатое ядро
Хвостатое ядро (лат. nucleus caudatus) — парная структура головного мозга, относящаяся к полосатому телу. Расположена спереди от таламуса, от которого (на горизонтальном срезе) его отделяет белая полоска вещества — внутренняя капсула. Передний отдел хвостатого ядра утолщён и образует головку (лат. caput nuclei caudati), которая составляет латеральную стенку переднего рога бокового желудочка. Головка хвостатого ядра примыкает внизу к переднему продырявленному веществу, в этом месте головка соединяется с чечевицеобразным ядром. Суживаясь сзади, головка переходит в тело (лат. corpus nuclei caudati), которое лежит в области дна центральной части бокового желудочка и отделяется от таламуса терминальной полоской белого вещества. Сзади продолжается в хвост (лат. cauda).
Совместно с чечевицеобразным ядром и оградой образуют полосатое тело (лат. corpus striatum).

## Функции базальных ядер
Базальные ганглии обеспечивают регуляцию двигательных и вегетативных функций, участвуют в осуществлении интегративных процессов высшей нервной деятельности.
Среди других структур головного мозга базальные ганглии выделяются тем, что их активность частично прекращается во время сна. В этой связи высказываются предположения об их связи с сознанием.
Нейроны базальных ядер активируются во время концентрации внимания и вырабатывают при этом нейромедиатор ацетилхолин.
Базальные ядра обеспечивают привычные действия, поведенческий автоматизм.

## Расстройства и болезни, связанные с базальными ганглиями
Нарушения в базальных ядрах приводит к моторным дисфункциям, таким как замедленность движения, изменения мышечного тонуса, непроизвольные движения, тремор. Эти нарушения фиксируются при болезни Паркинсона и болезни Хантингтона.
- СДВГ
- Атимормия
- Атетоз
- ДЦП: повреждения базальных ядер во время второго и/или третьего триместра беременности
- Хорея (в том числе болезнь Хантингтона и ревматическая хорея)
- Дистонии
- Болезнь Фара
- Синдром иностранного акцента
- Ядерная желтуха
- Синдром Лёша — Нихена
- Большое депрессивное расстройство
- Обсессивно-компульсивное расстройство
- Другие тревожные расстройства
- Болезнь Паркинсона
- ПАНДАС (Педиатрическое аутоиммунное нейропсихиатрическое расстройство, ассоциированное со стрептококковой инфекцией)
- Расстройство Туретта
- Поздняя дискинезия, вызванная хронической терапией нейролептиками
- Заикание
- Судорожная дисфония
- Болезнь Вильсона — Коновалова
- Блефароспазм